# Culciu
Culciu è un comune della Romania di 3 962 abitanti, ubicato nel distretto di Satu Mare, nella regione storica della Transilvania. 
Il comune è formato dall'unione di 6 villaggi: Apateu, Cărășeu, Corod, Culciu Mare, Culciu Mic, Lipău.
La sede amministrativa è ubicata nell'abitato di Culciu Mare.